# Raffaele Nogaro
Raffaele Nogaro (Gradisca di Sedegliano, 31 de dezembro de 1933) é ex-bispo de Caserta.
Raffaele Nogaro foi ordenado sacerdote em 29 de junho de 1958. 
João Paulo II nomeou-o bispo de Sessa Aurunca em 25 de outubro de 1982. O Arcebispo de Udine, Alfredo Battisti, consagrou-o bispo em 9 de janeiro do ano seguinte; Os co-consagradores foram Emilio Pizzoni, bispo auxiliar de Udine, e Vittorio Maria Costantini OFMConv, bispo de Sessa Aurunca.
Em 20 de outubro de 1990 foi nomeado Bispo de Caserta.
Em 25 de abril de 2009, o Papa Bento XVI aceitou sua aposentadoria por idade.